# Antic Hotel de la Font Picant
L'Antic Hotel de la Font Picant és una obra desapareguda d'Amer (Selva) que estava inclosa a l'Inventari del Patrimoni Arquitectònic de Catalunya.

## Descripció
Edifici desaparegut situat a les proximitats de la cèlebre Font Picant d'Amer, vora un baixador de l'antic tren d'Olot i darrere l'embotelladora Fonter-Fontvella.
Segons la fitxa feta per Lluís Gómez i B.-Alentorn abans del seu enderroc, l'edifici tenia dues plantes i coberta de doble vessant. La seva planta tenia forma d'u, ja que els laterals emergien més que l'entrada de l'hotel. Sobresortia una porxada, sostinguda amb diverses columnes, que aixoplugava l'entrada principal. Les obertures de la planta baixa tenien forma d'arc de mig punt i les del primer pis eren rectangulars. La façana estava ornamentada amb esgrafiats, pintada de color groc, i ja es preveia el seu enderroc a causa del seu mal estat.

## Història
Edifici de principi del segle xx, enderrocat el 1987. Des de principi del segle xx, cal destacar l'aprofitament comercial de la font picant (1903, amb el nom d'Amer Palatín), una font d'aigua mineral carbònica fruit d'un subsòl volcànic ric en minerals. S'hi organitzaren, al voltant, xalets i torres d'estiueig, gràcies a la proximitat del baixador del Tren d'Olot i hi existí, davant del mateix baixador, i fins als anys seixanta, el famós Hotel de la Font Picant. Aquest hotel va tenir molta anomenada a tota la comarca fins que va tancar a principi dels anys seixanta (1963). Fou enderrocat el 1987 i convertit en un dipòsit.
Actualment hi ha una plataforma de formigó que funcionava com a sostre d'un dipòsit d'aigua relacionat amb l'embotelladora. Al voltant encara resten parts de bancs, jardineres i la balustrada i l'escala del baixador de l'antic tren d'Olot que portava just davant de l'Hotel.